# Łukasz Palkowski
Łukasz Palkowski (sinh ngày 2 tháng 3 năm 1976, Warsaw) là một đạo diễn và nhà biên kịch phim người Ba Lan.

## Cuộc đời và sự nghiệp
Lúc ban đầu, Palkowski theo học tại Trường Điện ảnh Quốc gia ở Łódź nhưng đã bỏ học giữa chừng. Năm 2007, anh ra mắt bộ phim điện ảnh đầu tay mang tên Rezerwat. Bộ phim kể về một nhiếp ảnh gia sống ở quận Praga của thủ đô Warsaw đem lòng say mê một thợ làm tóc địa phương, nhưng không may dẫn đến xung đột với một tên tội phạm ở chung căn hộ với cô. Nhờ tác phẩm này, anh nhận được giải thưởng ở hạng mục Bộ phim đầu tay hay nhất tại Liên hoan phim Gdynia lần thứ 32.
Vào năm 2011, Palkowski đạo diễn bộ phim Wojna żeńsko-męska dựa trên cuốn tiểu thuyết của nhà văn Hanna Samson, tuy nhiên bộ phim không nhận được đánh giá tích cực từ giới phê bình.
Vào năm 2014, bộ phim Gods do anh đạo diễn và Tomasz Kot thủ vai chính nhận được đánh giá cao từ giới phê bình. Bộ phim dựa trên cuộc đời của Zbigniew Religa, một bác sĩ phẫu thuật thực hiện ca ghép tim đầu tiên ở Ba Lan. Bộ phim sau đó đã giành giải Grand Prix tại Liên hoan phim Gdynia lần thứ 39 cũng như Giải thưởng Điện ảnh Ba Lan cho tác phẩm hay nhất.
Ngoài những bộ phim điện ảnh, Palkowski cũng đạo diễn một số bộ phim truyền hình, đáng chú ý là bộ phim tội phạm Belfer từng đạt giải thưởng vào năm 2016.

## Tác phẩm tiêu biểu
- 2007 - Rezerwat
- 2008 - 39 i pół, TV sê-ri, tập 6-13
- 2011 - Wojna żeńsko-męska
- 2014 - Bogowie (Gods)
- 2016 - Belfer, TV sê-ri
- 2017 - Diagnoza, TV sê-ri
- 2017 - Breaking the Limits
- 2017 - Pułapka, TV sê-ri
- 2018-2019 - Chyłka. Kasacja, TV sê-ri

## Kịch bản
- Nasza ulica, 2004
- Rezerwat, 2007